# Michael Ribers
Michael Allan Ribers (født 19. maj 1981) er en dansk tidligere fodboldspiller.

## Karriere
Ribers skiftede i juni 2005 til FC Nordsjælland på en transfer, hvor han skrev under på en toårig aftale. Denne aftale blev i juli 2006 forlænget frem til sommeren 2008.
Det blev den 11. marts 2008 offentliggjort, at Michael Ribers stoppede karrieren grundet skader.

## Landsholdskarriere
Han fik sin debut i landsholdssammenhæng den 6. august 1996 for Danmarks U/17-fodboldlandshold. Han spillede i alt 42 kampe for danske ungdomslandshold fordelt på 32 kampe på U/17-landsholdet og 10 kampe på U/19-landsholdet.
Han blev i december 2006 efterudtaget til Ligalandsholdets tur til USA og Mellemamerika grundet afbud fra Ulrik Laursen. På denne tur spillede han en kamp, da han startede inde og spillede alle 90 minutter i et 1-0-nederlag ude til El Salvador.